# Pasquale Macchi
Pasquale Macchi (9 de noviembre de 1923-5 de abril de 2006) fue un arzobispo católico italiano.

## Biografía
Nacido en Varese el 9 de noviembre de 1923, recibió la ordenación sacerdotal el 15 de junio de 1946 a los 22 años.
Después de licenciarse en literatura moderna en la Università Cattolica del Sacro Cuore, fue secretario de Giovanni Battista Montini entre 1954 y 1963 (cuando Montini era arzobispo de Milán), y luego hasta 1978 (cuando Montini gobernó la Iglesia como Pablo VI).
Después de la muerte del papa Pablo VI, ocurrida en agosto de 1978, Macchi regresó a su tierra natal como arcipreste del santuario del Sacro Monte di Varese. El 10 de diciembre de 1988, Juan Pablo II le nombró prelado de Loreto, recibiendo la consagración episcopal, a través de las manos del papa, el 6 de enero de 1989.
Permaneció al frente de la Prelatura de Loreto hasta 1996, después de haber alcanzado la edad de jubilación, cuando renunció. Más tarde recibió el nombramiento de arzobispo emérito de la Prelatura de Loreto.
Pasó sus últimos años en un monasterio de la provincia de Lecco, Perego. En diciembre de 2000, inauguró un oratorio en Imbersago, en honor a Pablo VI.
Murió en Milán, el 5 de abril de 2006 a los 82 años.